# Йосиф-Множислав Бачкора
Йо́сиф-Множисла́в Бачко́ра (1803—1876) — чеський педагог і письменник. Старший брат педагога і письменника Степана Бачкори.
Відіграв значну роль в утвердженні звукового методу навчання чеської грамоти. Його книги «Початки в читанні» (1848), «Порадник з граматики» (1850) та інші були популярними серед учителів. Бачкора був одним з перших чеських авторів п'єс для дітей, перекладав на чеську мову твори російських письменників Карамзіна, Лажечникова та інших.